# Škoda 14TrR
Škoda 14TrR – typ zmodernizowanych trolejbusów typu Škoda 14Tr. U niektórych przewoźników mają oznaczenie 14TrM.

## Historia
Podobnie, jak w przypadku przegubowego trolejbusu 15Tr, przedsiębiorstwa komunikacyjne musiały długo czekać na seryjnie produkowane niskopodłogowe trolejbusy Škoda 21Tr. Choć ich produkcja rozpoczęła się w 1997 roku, nie było możliwe, ze względów finansowych, zastąpienie wszystkich starych pojazdów 14Tr nowo wyprodukowanymi trolejbusami. Było to powodem (podobnie jak w przypadku 15Tr) rozpoczęcia modernizacji wysłużonych trolejbusów, które są bardzo podobne do wersji 14TrM, produkowanych do roku 2003.

## Modernizacja
W trakcie przebudowy pojazdy były rozbierane, a szkielet podlegał piaskowaniu. Następnie montowano nowe (lekko zmienione) czoła, zaprojektowane przez inż. arch. Patrika Kotasa, które są przystosowane do umieszczenia w nich paneli informacyjnych. Modernizacji podlegało również wnętrze: montowano nowe siedzenia, zmieniono podłogę na antypoślizgową, zakładano także nowe świetlówkowe oświetlenie. Przebudowywano również stanowisko kierowcy, a pojazdy zostały wyposażone w lekkie, laminatowe odbieraki prądu.
Modernizacje na typ 14TrR przeprowadzano w latach 1997–2009.
| Państwo        | Miasto         | Lata modernizacji | Liczba | Uwagi                |       |
| -------------- | -------------- | ----------------- | ------ | -------------------- | ----- |
| Czechy         | Brno           | 1999–2009         | 46     |                      | [ 1 ] |
| Czechy         | Opawa          | 1999–2001         | 2      |                      | [ 2 ] |
| Czechy         | Ostrawa        | 2001–2005         | 13     | oznaczony jako 14TrM | [ 3 ] |
| Czechy         | Pilzno         | 1997–2006         | 42     | oznaczony jako 14TrM | [ 4 ] |
| Węgry          | Segedyn        | ?                 | 7      | oznaczony jako 14TrM | [ 5 ] |
| Łączna liczba: | Łączna liczba: | Łączna liczba:    | 110    |                      |       |